# Orophea glabra
Orophea glabra är en kirimojaväxtart som beskrevs av Elmer Drew Merrill. Orophea glabra ingår i släktet Orophea och familjen kirimojaväxter. Inga underarter finns listade i Catalogue of Life.